# Bandera de Zimbabue
La bandera nacional de Zimbabue fue adoptada el 18 de abril de 1980, en el momento de la independencia del nuevo estado. Consiste de siete franjas horizontales, con los colores verde, amarillo, rojo y negro con un triángulo blanco en el margen cercano al mástil que contiene una estrella roja de 5 puntas con un pájaro de Zimbabue. El Pájaro de Zimbabue, emblema del país, está representado como una estatua, dado que se encontró una así en las ruinas del Gran Zimbabue.

## Significado
El pájaro simboliza la historia de Zimbabue, la estrella roja la lucha revolucionaria, el triángulo blanco la paz, y las franjas de colores a saber:
- Verde: la agricultura y las áreas rurales del país;
- Amarillo: la riqueza mineral de Zimbabue;
- Rojo: la sangre derramada en las guerras por la liberación;
- Negro: el patrimonio de las etnias nativas africanas.[1]

Las franjas de colores también son usadas en la bandera del ZANU-PF, partido del expresidente Robert Mugabe.

## Banderas históricas

Bandera de Rodesia del Sur, de 1923 a 1964.
Bandera de Rodesia, de 1964 a 1968.
Bandera de Rodesia, de 1968 a 1979.
Bandera de Zimbabue Rodesia, de 1979 a 1980.